# 朱瓊炟
朱瓊炟（1412年—1475年），唐定王朱桱第四子（嫡子中排第二），唐靖王朱瓊烴之弟。

## 生平
宣德三年襲封为唐王。成化十一年，朱瓊炟去世，諡號唐憲王，由兒子朱芝址繼承為唐王。

## 家庭

### 妻妾
1. 王妃宋氏，东城兵马指挥宋真之女，宣德三年册封
2. 继妃焦氏，南城兵马指挥焦永之女，天顺二年册封

### 子女

#### 子
1. 悼簡世子 朱芝壐，嫡长子
2. 唐莊王 朱芝址，嫡次子
3. 三城康穆王 朱芝垝
4. 新城悼簡王 朱芝坦
5. 承休榮和王 朱芝埌，继妃焦氏所出
6. 蕩陰昭安王 朱芝𤬪

#### 女
1. 上蔡郡主，嫁张凤
2. 宛丘郡主，嫁陈玠
3. 溵水郡主（1461-1492），1478年适龐珉[3]